# Töölönlahti
Töölönlahti (svensk: Tölöviken) er en havbugt og et parkområde i bydelen Tölö i det centrale Helsinki i Finland. Bugten har udløb mod øst, og afgrænses i vest af Mannerheimintie og i syd af indre by med bl.a. Helsinki Hovedbanegård.
- Tölöviken
- Hesperiaparken
- Tölöviken på natt

60°10′50″N 24°56′10″Ø / 60.1806°N 24.9361°Ø